# NGC 4559
NGC 4559 é uma galáxia espiral barrada (SBc) localizada na direcção da constelação de Coma Berenices. Possui uma declinação de +27° 57' 35" e uma ascensão recta de 12 horas, 35 minutos e 57,8 segundos.
A galáxia NGC 4559 foi descoberta em 11 de Abril de 1785 por William Herschel.